# Bedřich Barták

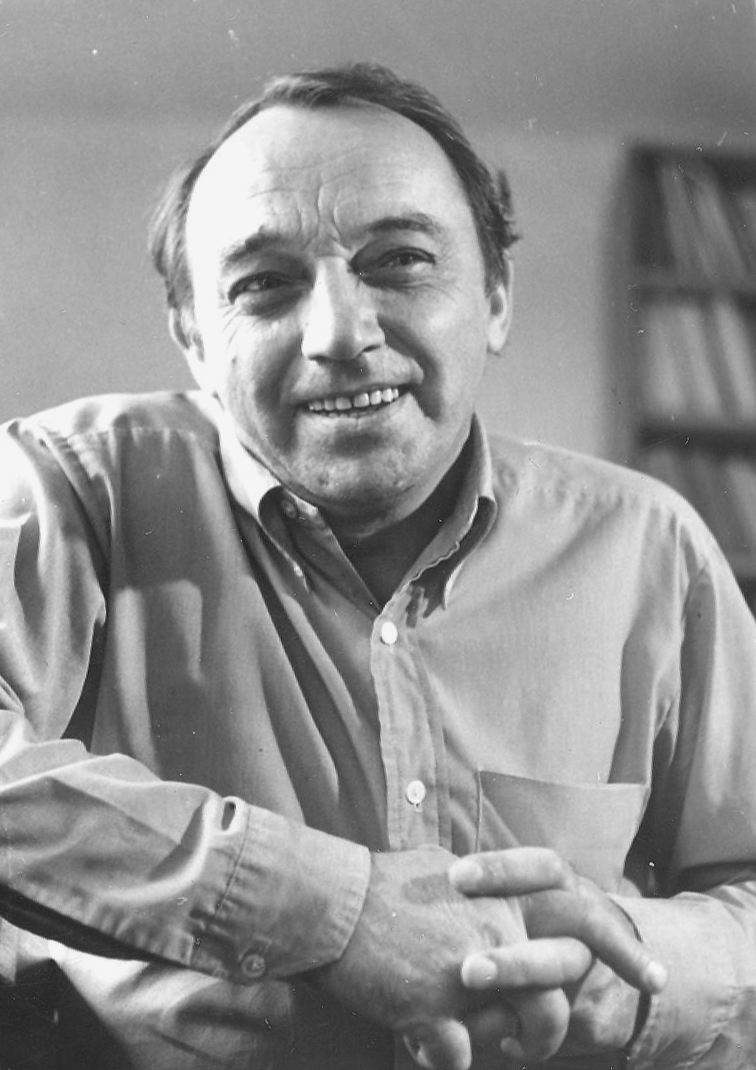
Bedřich Barták (1985)

Bedřich Barták (* 27. September 1924 in Pilsen; † 20. März 1991 in Prag) war ein tschechoslowakischer Maler, Kostümbildner und Bühnenbildner, Grafiker und Restaurator, politischer Gefangener des kommunistischen Regimes. Sein umfangreiches Gesamtwerk umfasst Gemälde, Zeichnungen, Grafiken, Wandgemälde und Restaurierungen des Inneren sakraler Bauten.

## Leben
Bedřich Barták wurde am 27. September 1924 in Pilsen als erster Sohn von Antonín Barták und dessen Frau Marie, geb. Görgová, geboren. Der Vater war Dirigent und Chef der Oper des Josef Kajetan Tyl Theaters in Pilsen. Die Familie der Mutter betrieb die Pilsner Gastwirtschaft „U Görgů“, wo sich regelmäßig bekannte Persönlichkeiten des öffentlichen und kulturellen Lebens trafen. In Pilsen absolvierte Bedřich Barták nach der Realschule zwei Jahre des klassischen Gymnasiums.  Aufgrund seines künstlerischen Talents wechselte er dann zur Staatlichen Grafikschule in Prag, Fachrichtung Speziale Zeichnung (unter Professor Rubeš). Am Ende des zweiten Jahrgangs, 1943, wurde Bedřich Barták als Hilfsarbeiter im Totaleinsatz für Deutschland (NS-Zwangsarbeit) eingesetzt: von 1943 bis 1944 im ČKD Karlín, Prag, und von Januar 1945 bis Mai 1945 in den Škoda-Werken Pilsen. Nach dem Zweiten Weltkrieg studierte er dann an der Akademie für Kunst, Architektur und Design in Prag, Fachrichtung  Stoff-Handdruck bei  Alois Fišárek. Nach dem zweiten Jahrgang wechselte er nach erfolgreicher Aufnahmeprüfung zur Theaterfakultät der Akademie der darstellenden Künste in Prag (DAMU), um das Fach Bühnenbild beim Bühnenbildner František Tröster zu studieren. Danach kehrte er zur Akademie für Kunst, Architektur und Design zurück, wo er von 1945 bis 1950 die Fachrichtung Ausstellung bei Josef Novák belegte.
Direkt vor seiner letzten Prüfung an der Akademie für Kunst, Architektur und Design in Prag, Ende September 1950, wurde aber sein künstlerischer Werdegang durch ein schwerwiegendes Ereignis unterbrochen. Er wurde beschuldigt, dass er in seiner Wohnung in Pilsen zwei seiner Kollegen aus Prag übernachten ließ, die beabsichtigt hatten illegal die Republik „Richtung Westen“ zu verlassen. Ihr Plan wurde durch die Staatssicherheit entdeckt, und sie haben u. a. über ihre letzte Übernachtung bei Barták gesprochen. Anschließend wurde er verhaftet und zu 10 Jahren Haft wegen Hochverrats verurteilt. Die meiste Zeit der folgenden 10 Jahre verbrachte Barták in den Uranminen in Jáchymov bei schwerer Arbeit. Während seiner Haft starben seine beiden Eltern.  Vor seiner Entlassung lernte er im Gefängnis (durch Briefwechsel sowie bei einigen Besuchen) seine zukünftige Frau kennen, die Operngesang bei seinem Vater studierte. Seine spätere Ehe mit Anna Bartáková, geborene Hartlová, dauerte bis zu ihrem vorzeitigen Tode 1983.
1968 gehörte Barták zu den Mitbegründern der Vereinigung „K 231 – Sdružení bývalých politických vězňů“ (K 231 – Vereinigung ehemaliger politischer Häftlinge) in Teplice. Im Februar 1974 wurde er durch das Stadtgericht Prag teilweise rehabilitiert.
Bedřich Barták wurde erst 1990 komplett rehabilitiert. Kurz danach starb er nach einer schweren Krankheit im Prager Krankenhaus Motol am 20. März 1991.

## Schaffen
Von 1947 bis 1948 betätigte sich Bedřich Barták szenografisch als Bühnenbildner im J. K. Tyl Theater in Pilsen (Divadlo J. K. Tyla) bei acht Inszenierungen. Ab Februar 1949 bis September 1950 arbeitete er als Grafiker der Firma Plattenspielwerke Prag (Gramofonové závody Praha), wo er auch an der Ausstellungsmesse in Pilsen teilnahm. In diesen Jahren entstand sein für Supraphon entworfenes Logo: der Löwe mit der Leier. Im Oktober 1949 beteiligte sich Barták an der Gründung des Musiktheaters in Prag, das im Oktober 1949 eröffnet wurde.
Kurz nach seiner Entlassung 1960 arbeitete Bedřich Barták als Szenehilfskraft im E. F. Burian Theater in Prag, später als Hilfsarrangeur der Kaufhäuser Vývoj Praha (1960–1961), als Buchstabenmaler in der Pramen-Lebensmittelgeschäftskette in Teplice (1970–1972) sowie in der Werbeabteilung Technischer Dienste in Teplice (1972–1975). Als Künstler arbeitete er mit der Zeitschrift Revue Teplice zusammen, wo er u. a. Humorgeschichten (Doppelseite der Wochenendausgabe, nordtschechisches Tageblatt Průboj) illustrierte. Ebenso war er als Grafiker für die „Československá plavba labsko-oderská / ČSPLO“ (Tschechoslowakische Elbe-Oder Kreuzfahrt) tätig.
Bedřich Bartáks Schwerpunkt lag nach wie vor im Bereich Theater (Szenografie), Grafik und bildende Kunst. Nichtsdestoweniger hat er sich aber auch der Sanierung kirchlicher Interieurs gewidmet. Durch diese Arbeit kam er dazu, zahlreiche kirchliche Wandmalereien in Böhmen, Mähren und der Slowakei (siehe die Auflistung unten) zu malen.
Künstlerisch hat er mit folgenden Theatern zusammengearbeitet: mit dem Erzgebirgischen Theater in Teplice, mit dem Theater Zdeňek Nejedlý in Ústí nad Labem, weiter mit den Theatern in Olomouc, Opava, Pardubice, České Budějovice, Brno und Prešov. Natürlich blieb er auch seinem Prag treu, wo er an der Arbeit am Bühnenbild im Musiktheater Karlín und im Theater in Nusle teilnahm.
In den 1960er Jahren konnte er erneut im J. K. Tyl Theater in Pilsen, jedoch als Gast, tätig sein. Nach seiner Teilnahme an einer Ausstellung in Zrenjanin, Serbien, 1969, wurde Barták von seinen deutschen Freunden, Malern, nach Frankfurt am Main eingeladen. Dort arbeitete er 1969 in der B + S Blacha + Seifert Werbegesellschaft GmbH in Offenheim. Zu dieser Zeit nahm er an einer Ausstellung des Grafikdesigns und Theaterplakats teil. Kurz vor der Geburt seiner Tochter Anna kehrte er in die Tschechoslowakei zurück.
Wegen seines Personalprofils eines politischen Häftlings durfte Barták nach seiner Entlassung 1960 kein Mitglied des Verbands der tschechoslowakischen bildenden Künstler werden. Dementsprechend waren auch seine professionellen Möglichkeiten in der sozialistischen Tschechoslowakei beschränkt, u. a. was die Möglichkeit betrifft, selbstständige Ausstellungen zu veranstalten. Trotz dieser politischen Beschränkungen fanden einige Ausstellungen Bedřich Bartáks statt (siehe die Auflistung unten).
Nachdem er im Februar 1974 teilweise rehabilitiert wurde, konnte er wieder vollständig an seine frühere Tätigkeit als Bühnenbildner und Kostümkünstler im J. K. Tyl in Pilsen anknüpfen. Er hat sich seitdem künstlerisch an mehr als 175 Theaterproduktionen beteiligt. Auf diese Weise wurden seine Kostüme bei dem Theater-Hosting im Smetana-Theater (Opernhaus in Prag) präsentiert.

## Ausstellungen
- 1949, 30. April – 8. Mai: Ausstellungsmesse Pilsen: Kunstwerk in den Plattenspielwerken Prag (Gramofonové závody Praha)
- 1949, 14. Oktober: Eröffnung des Musiktheaters (Divadlo hudby), Opletalova Straße, Prag
- 1960, November – Dezember: „Internationale Ausstellung politischer Plakate“, Ausstellungshalle ÚLUV, Národní třída 36, Prag I (Tschechoslowakisches Friedensplakat, ausgestellt später in zwei internationalen Ausstellungen politischer Plakate in Brno und Bratislava)
- 1966: Ausstellung „Theatergrafikdesign“, Teplice
- 1968, 24. November – 30. Dezember: „Ausstellung der Kostümentwürfe“, Sovremena Galeria umeničke kolonie Ečka, Zrenjanin, Jugoslawien
- 1969, 26. Januar – 15. Februar: „Grafik“, Ausstellung in Mala galerija umeničke kolonie Ečka, Zrenjanin, Jugoslawien
- 1969: Ausstellung des Grafikdesigns und Theaterplakats, Frankfurt am Main, Deutschland
- 1976: „Grafik“, Ausstellung in J. K. Tyl Theater in Pilsen
- 1977, 23. Oktober – 20. November: Ausstellung „Tschechische Szenografie“, Opava (Troppau)
- 1979, 1. Juni – 1. Juli: Prager Quadriennale (Pražské quadriennale), Prag
- 1981, 17. Oktober – 3. Januar 1982: Ausstellung „Tschechische Szenografie“, Opava (Troppau)
- 1986, 8. – 22. November: III. „Nationale Ebene der tschechischen Szenografie“, Ausstellungsraum ÚLUV, Národní třída 36, Prag
- 1990: Ausstellung „Fluchtwege aus dem Knast“, J. K. Tyl Theater, Pilsen (letzte Ausstellung, an der er persönlich teilnahm)
- 1992, 27. Mai – 21. Juni: Ausstellung „Auswahl B. Bartáks Werke“, Galerie Jiří Trnka, Pilsen
- 2009, 5. – 31. Oktober: Ausstellung „Auswahl aus B. Bartáks künstlerischem Lebenswerk“, Galerie Azyl, Pilsen
- 2012, 8. Juli – 23. Oktober: Ausstellung „Tschechische Landschaftliche Szenen – aus Land und Stadt“ (Scenérie českého venkova a měst), Schlossgalerie Kácov
- 2012, 27. September – 26. Oktober: Ausstellung „Auswahl aus B.Bartáks künstlerischer Lebensarbeit“, Galerie Šatlava, Český Brod
- 2013, 25. Februar – 8. März: Ausstellung „Kunst in der Unfreiheit“, Festival Mene Tekel 2013, Galerie Karolinum, Praha
- 2013, 6. Juli – 14. September: Ausstellung „Bedřich Bartáks Pferde“, Schlossgalerie Kácov
- 2013, 21. September – 15. November: Ausstellung „Bilder, Werkauswahl“, Dr. Hostaš Museum, Klatovy
- 2014, 10. August – 15. Oktober: Ausstellung „Theater, Werkauswahl“, Schlossgalerie Kácov
- 2015, 2. Juli – 17. Oktober: Ausstellung „Werkauswahl, ausländische Werke“, Schlossgalerie Kácov
- 2016, 20. März – 12. Juni: Ausstellung „Werkauswahl zum 25. Todestag“, Dr. Hostaš Muzeum, Klatovy
- 2016, 7. August – 1. November: Ausstellung „Werkauswahl B. Bartáks Theaterwerke“, Schlossgalerie Kácov
- 2016, 15. Oktober – 2017, 10. Januar: Ausstellung „Eugen Onegin mit Bedřich Bartáks Augen gesehen“, Foyer, J.K. Tyl Theater, Pilsen
- 2017, 16. Juni – 11. September: Ausstellung „Werkauswahl“, Galerie, Schloss Rataje nad Sázavou
- 2017, 25. September – 2018, 14. Januar: Ausstellung „Flucht aus der Unfreiheit“, Foyer, Kleine Szene, J.K. Tyl Theater, Pilsen; diese Ausstellung schloss sich thematisch an ein verwandtes Projekt der Westböhmischen Galerie in Pilsen an: „Damals in Europa – Tschechische Künstler in den totalitären Regimen 1938 – 1953“, Ausstellungssaal Masné Krámy (Fleischgeschäfte), 2017, 22. September – 2018
- 2021, 21. Januar – 2022, 8. Januar: Ausstellung „Bedřich Bartáks Pferde, Ausstellung zur Erinnerung an seinen 30. Todestag“, Foyer, Kleine Szene, J. K. Tyl Theater, Pilsen

## Restaurierung sakraler Innenräume, Wandgemälde
- Brumov-Bylnice, St.-Wenzels-Kirche
- Sačurov u Ťoplé u Vranova, Kirche der heiligen Jungfrau Maria
- Sedloňov, Adlergebirge, Kirche Allerheiligen
- Bystré v Orlických horách, Adlergebirge, St.-Bartholomäus-Kirche, die St.-Johannes-von-Nepomuk-Kapelle
- Ohnišov, St.-Cyrill- und Method-Kirche
- Hluky, Kapelle der Jungfrau Maria Königin
- Sudín, St.-Anna-Kapelle
- Studnice u Náchoda, Johannes-von-Nepomuk-Kirche
- Kostelní Vydří, Kirche der Karmeliter Jungfrau Maria
- Brandýs nad Orlicí, Kirche Christi Himmelfahrt, St.-Georg-Kirche
- Dušejov, St.-Bartholomäus-Kirche
- Veselá u Horní Cerekve, St.-Jakobs-Kirche

## Preisverleihung
- Am 24. Februar 2019 wurde Bedřich Barták im Theater in den Weinbergen, Prag (Divadlo Vinohrady, Praha) durch den Kulturminister der Tschechischen Republik im Zusammenhang mit dem Projekt Mene Tekel der Ehrentitel „Ritter der tschechischen Kultur in memoriam“ verliehen.[1][2]
- An seine Tätigkeit und Persönlichkeit in Memoriam wurde bei Gelegenheit verschiedener Ausstellungen seitens seiner künstlerischen Kollegen erinnert.
- An Bedřich Bartáks Wandmalereien und Restaurierungsarbeiten in den Sakralbauten wurde auch erinnert, u. a. anlässlich der „Kirchennächte“ am 24. Mai 2019 in der Kirche St. Johannes von Nepomuk in Studnice u Náchoda sowie am 27. Juli 2019 während der Pilgerfahrt von der Kapelle St. Anna in Sudín zur Kapelle des Heiligen Kreuzes in Bačetín, wo auch eine Messe mit Begleitung des Chors Schola Nový Hrádek standfand.
- Seine Kostümentwürfe wurden in einigen Vorstellungen im Inland sowie im Ausland neu in Erinnerung gerufen. Auf seine Kostümauswahl wurde z. B. neulich bei der Opernaufführung Rusalka von Antonín Dvořák in der Karpatenvorland Philharmonie, Rzeszów, Polen, März 2019 zurückgegriffen.